# Club d'Atletisme Parets
El Club d'Atletisme Parets (CA Parets) és un club d'atletisme de Parets del Vallès, fundat l'any 1994.

## Història
El Club Atletisme Parets va ser fundat el 1994amb l'objectiu de fomentar l'atletisme i crear una comunitat esportiva. Els seus inicis van sorgir gràcies a la iniciativa de Pedro Tinoco, mestre d'educació física, qui va inspirar els estudiants locals a practicar aquest esport.
Amb el suport del seu primer president, Fernando Marvizon Morilla, el club va créixer ràpidament, convertint-se en una autèntica família d'atletes de totes les edats. Al llarg dels anys, el club ha viscut diverses etapes de canvi, amb presidències com la de Yolanda Arganda, Jordi Castillo i Salvador Corbera, que han ajudat a consolidar-lo com un referent local.
El club destaca per organitzar esdeveniments com la Cursa Popular de Parets (des del 2006) i el Cros Esportiu, i compta amb instal·lacions pròpies inaugurades el 2018, que inclouen pistes d'atletisme, gimnàs i vestidors. El club ofereix espai per a tothom, des de l'Escola d'Atletisme fins al Grup de Veterans, promovent l'esport entre persones de 5 a 99 anys.
Amb un fort compromís comunitari i patrocinadors destacats, el Club Atletisme Parets continua creixent, inspirant noves generacions d'atletes.

## Curses que organitza
El club d'atletisme organitza tres proves atlètiques al llarg de l'any amb l'objectiu de promoure un estil de vida saludable, gaudir de l'atletisme i fomentar un ambient de diversió i esport per a tothom.

### Cursa
La cursa, que aquest any se celebrarà el 6 d'octubre, ofereix dos recorreguts per adaptar-se a diferents nivells. La "Mitja Cursa" té un recorregut de 5 km, mentre que la "Cursa" completa és de 10 km. Aquesta prova està oberta a tothom, independentment del nivell d'experiència. Els participants només han d'inscriure's a la web, pagar una petita quota (14 o 16 euros, segons si tenen o no el xip de la plataforma Xipgroc), i gaudir del recorregut. Pots consultar el mapa detallat del recorregut a través dels enllaços proporcionats al web del club.

### Cros
El Cros, que l'any passat es va celebrar el 2 de desembre, és una competició tradicionalment enfocada als clubs d'atletisme, però també està oberta a qualsevol persona que vulgui participar. En aquest cas, els recorreguts, els horaris i els premis varien segons la categoria dels participants (edat o nivell). És una oportunitat perfecta per als més petits o per a atletes professionals de provar les seves habilitats en diferents distàncies segons el seu nivell.

### La Milla
Finalment, la Milla, que es va celebrar aquest any el 27 de juliol, és una cursa de distància fixa (1,609 metres) on pot participar qualsevol persona, independentment de l'edat o procedència. Aquesta prova és ideal per a qui vulgui gaudir d’una cursa curta però intensa, i compartir una estona agradable amb altres corredors.
Aquestes tres proves permeten gaudir de l'esport a diferents nivells i en diferents formats, amb l'objectiu de promoure l'atletisme com un esport accessible i gratificant per a tothom. Sigui quina sigui la teva edat o condició física, hi ha una cursa adequada per a tu!